# Aspekte Salzburg
ASPEKTE Salzburg ist ein jedes zweite Jahr im Frühjahr stattfindendes Musikfestival für zeitgenössische Musik in Salzburg. 

## Geschichte
Die ASPEKTE Salzburg wurden 1977 von Klaus Ager gegründet. Seit dieser Zeit wurden neben Werken österreichischer Komponisten auch  Werke internationaler Komponisten des 20. Jahrhunderts in Salzburg aufgeführt. Erfolge waren unter anderem die Besuche von John Cage (1991), Mauricio Kagel (1989 und 1998), Iannis Xenakis (1982), Alexander Knaifel (1983), Brian Ferneyhough (1996), Gija Kantscheli (2000), Rebecca Saunders (2022) und Juliet Fraser(2024).
Mit dem Festival 2006, bei dem unter anderem erstmals der Große Salzburger Kompositionspreis des Landes Salzburg im Rahmen eines Festkonzertes an Salvatore Sciarrino übergeben wurde, übergab Klaus Ager die künstlerische Leitung an den Komponisten Ludwig Nussbichler. Seitdem finden die Aspekte nur mehr jedes zweite Jahr statt.
Das ASPEKTE Salzburg zeigt seither alle zwei Jahre einen Ausschnitt der vielfältigen und lebendigen aktuellen Musikszene. Es öffnet ein Fenster in eine Welt, in der die Musikschaffenden mit ihrer Kreativität, ihrer Imagination und mit visionären Gedanken eine reiche Palette an wunderbaren Werken hervorbringen. So wird die Faszination Neue Musik erlebbar gemacht.
Die ASPEKTE Spielräume verstehen sich als ein zentrales Projekt der Aspekte Salzburg, bei dem der musikalische Nachwuchs im Mittelpunkt steht. Über das Finale des Wettbewerbs Jugend komponiert hinaus, fördern die Aspekte jugendliche Interpretinnen und Interpreten von Neuer Musik. Dazu wurde der Aspekte Sonderpreis bei prima la musica Salzburg geschaffen und es wird seit vielen Jahren erfolgreich und nachhaltig mit dem ÖKB und Musik der Jugend zusammengearbeitet. 
Zum bundesweiten Kompositionswettbewerb Jugend komponiert werden jährlich junge Musikerinnen und Musiker im Alter von 10 bis 18 Jahren von der Austrian Composers Association gemeinsam mit Musik der Jugend eingeladen. Bedingung für die Teilnahme am Wettbewerb ist die Einreichung selbst erstellter Kompositionen. Diese Werke werden in weiterer Folge von professionellen Interpretinnen und Interpreten in einem öffentlichen Finalkonzert im Rahmen des Aspekte Festivals zur Aufführung gebracht.